# Thymus leucostomus
Thymus leucostomus — вид рослин родини глухокропивові (Lamiaceae), ендемік Туреччини.

## Опис
Напівчагарник з деревними вигнутими гілками, що закінчуються суцвіттям. Стеблові листки 5.5–8 × 1–1.7 мм, від лінійних до ременеподібно-ланцетних, тупуваті, плоскі; масляні крапки від розсіяних до численних, з обох сторін, зазвичай червоні; головна жилка бліда; бічні жилки не видні.
Суцвіття 2–5 см. Приквітки листоподібні. Чашечка 4–4.5 мм, трубка зазвичай трохи коротша за губи, біло волосата на горлі. Віночок білий, 5–7 мм.

## Поширення
Ендемік Туреччини.
Росте на висотах 670–1600 м.